# I-divisioona 1984/85
Die Saison 1984/85 war die elfte Spielzeit der I-divisioona, der zweithöchsten finnischen Eishockeyspielklasse. JYP Jyväskylä stieg als Zweitligameister direkt in die SM-liiga auf. KalPa Kuopio, KooKoo und TuTo Hockey qualifizierten sich für die SM-liiga-Relegation, in der alle drei Mannschaften scheiterten. Vaasan Sport stieg in die dritte Liga ab.

## Modus
In der Hauptrunde absolvierte jede der zwölf Mannschaften insgesamt 44 Spiele. Der Erstplatzierte stieg direkt in die SM-liiga auf. Die Mannschaften auf den Plätzen 2 bis 4 qualifizierten sich für die SM-liiga-Relegation. Der Letztplatzierte der Hauptrunde stieg in die dritte Liga ab. Für einen Sieg erhielt jede Mannschaft zwei Punkte, bei einem Unentschieden gab es einen Punkt und bei einer Niederlage null Punkte.

## Hauptrunde

### Tabelle
|     | Klub             | Sp | S  | U  | N  | Tore    | Punkte |
| --- | ---------------- | -- | -- | -- | -- | ------- | ------ |
| 1.  | JYP Jyväskylä    | 44 | 34 | 4  | 6  | 297:128 | 72     |
| 2.  | KalPa Kuopio     | 44 | 28 | 4  | 12 | 240:166 | 60     |
| 3.  | KooKoo           | 44 | 25 | 6  | 13 | 194:162 | 56     |
| 4.  | TuTo Hockey      | 44 | 23 | 7  | 14 | 178:146 | 53     |
| 5.  | JoKP Joensuu     | 44 | 21 | 10 | 13 | 246:154 | 52     |
| 6.  | HPK Hämeenlinna  | 44 | 22 | 8  | 14 | 223:176 | 52     |
| 7.  | Karhu-Kissat     | 44 | 14 | 7  | 22 | 157:201 | 36     |
| 8.  | Peliitat Heinola | 44 | 14 | 6  | 23 | 183:238 | 35     |
| 9.  | FoPS Forssa      | 44 | 14 | 4  | 24 | 219:277 | 34     |
| 10. | Ketterä Imatra   | 44 | 12 | 3  | 26 | 181:265 | 32     |
| 11. | SaPKo Savonlinna | 44 | 9  | 1  | 29 | 172:283 | 27     |
| 12. | Vaasan Sport     | 44 | 7  | 2  | 34 | 156:250 | 19     |

Sp = Spiele, S = Siege, U = Unentschieden, N = Niederlagen